# Дамбе (Нено)
Да́мбе (англ. Dambe) — традиційна громада у складі дистрикту Нено Південного регіону Малаві.
Населення — 33130 осіб (2018).